# جشن تولد (فیلم ۱۹۷۷)
«جشن تولد» (ترکی آذربایجانی: Ad günü) یک فیلم محصول کشور جمهوری آذربایجان است که در سال ۱۹۷۷ منتشر شد.